# Ehud
Segons la Bíblia, Ehud (en hebreu אֵהוּד בֶּן‑גֵּרָא; transliteració: ˀĒhū́δ bɛn‑Gērā́ˀ, transcripció: Ehud ben-Gerà) va ser el segon jutge d'Israel i l'alliberador d'Israel de l'ocupació del Regne de Moab.
Ehud pertanyia a la tribu de Benjamí. Va ser escollit per dur-li un present dels vençuts al rei de Moab. Quan va aconseguir audiència es va amagar una daga d'un colze de longitud a la cuixa dreta.
Després d'entregar-li el regal va dirigir-se al rei dient-li que tenia un missatge secret per a ell. El monarca va fer marxar tothom i llavors Ehud es va treure la daga i va enfonsar-li a la panxa. Com que el rei era un home molt gros, li va deixar la daga clavada i ningú no va adonar-se de res quan van tornar a entrar. Així Ehud va poder marxar tranquil·lament saltant per la finestra. Al cap d'un temps, els guardes personals van adonar-se que el rei era mort i van iniciar una persecució de l'assassí. D'aquesta manera van caure al parany presentat pels israelites, que van massacrar l'exèrcit moabita format per uns deu mil guerrers. Després d'aquests fets, Israel visqué vuitanta anys en pau i prosperitat.